# Макгонаголл, Уильям
Уи́льям Топа́з Макго́наголл (англ. William Topaz McGonagall; 1825—1902) — шотландский ткач, более известный как поэт-любитель и актёр. Знаменит в Англии и Шотландии как чрезвычайно плохой поэт. Автор около 200 поэтических произведений, самое известное из которых, «Крушение моста через реку Тей», считается одним из худших стихотворений в истории британской литературы. Его стихи до сих пор популярны у англоязычной публики, в новейшее время они неоднократно переиздавались.

## Биография
Уильям Макгонаголл, пламенный шотландский патриот, по происхождению был ирландцем. Хотя он родился и умер в Эдинбурге, всё его творчество тесно связано с шотландским городом Данди (англ. Dundee). О его жизни до переезда в этот город мало что известно. Не установлена даже точная дата его рождения (1825 или 1830 год). В Данди он поступил в ученики к местному ткачу, решив пойти по стопам своего отца. В 1846 году женился на Джейн Кинг, которая родила ему семерых детей. Поскольку промышленная революция мало-помалу сделала его профессию невостребованной, он зарабатывал на жизнь чем придётся. Уже в это время он выказывает склонность к творчеству, пытается стать актёром. Он даже платил деньги местному театру, чтобы ему предоставили возможность сыграть заглавную роль в «Макбете». Представление закончилось скандалом, так как в нужный момент персонаж Макгонаголла отказался умирать.
В 1870-х годах семья Макгонаголлов едва сводила концы с концами. К этому ещё добавлялись семейные неурядицы: одна из дочерей родила ребёнка вне брака. Примерно в это время начинается история Макгонаголла-поэта:
Самый изумительный эпизод в моей жизни был в тот день, когда я обнаружил, что я — поэт. Это было в 1877 году. Я был охвачен странным чувством, которое не оставляло меня около пяти минут. Пламя, как говаривал лорд Байрон, зажгло меня изнутри вместе с сильной страстью писать стихи.
Первым его стихотворением было «Послание преп. Джорджу Гилфиллану», в котором сразу же проявились характерные черты «стиля» Макгонаголла. Известен иронический отзыв адресата этого стихотворения: «Шекспир не написал бы ничего подобного». Вскоре Макгонаголл вообразил, что если он поэт, значит ему обязательно нужен покровитель. Желая прославиться, он написал самой королеве Виктории. Естественно, он получил отказ за подписью одного из чиновников королевской канцелярии, опрометчиво поблагодарившего поэта за внимание. Несмотря на разочарование, Макгонаголл посчитал это высокой похвалой, и позже неоднократно хвастался тем, что сама королева благодарила его за стихи. Письмо дало ему уверенность в собственном даре. Он вообразил, что его репутация только упрочится, если он прочтёт свои произведения королеве лично. Для этого в 1878 году он прошёл пешком 60 миль из Данди, чтобы проникнуть к Виктории в Замок Балморал. Страже он представился как «Поэт Королевы», но его прогнали, ответив, что придворным поэтом Её Величества является Теннисон.
Несмотря на все неудачи, Макгонаголл продолжал писать. Темой его опусов становятся газетные сообщения о происшествиях. Также он выступал в пабах и барах с нравоучительными поэтическими призывами к трезвости. Известно, что декламации Макгонаголла воспринимались многими как комические представления. Стихи, читавшиеся им, были настолько неуклюжи и нелепы, что слушатели не могли поверить, что он всё это говорит всерьёз. Благодаря этим выступлениям, он становится местной знаменитостью. Жители Данди в шутку говорили: «Его стихи столь талантливо ужасны, что неожиданно обернулись гениальностью». Владельцы трактиров встречали его с яростью, однажды его даже закидали горохом после публичного прочтения одного из опусов о вреде крепких напитков.
Макгонаголл продолжал жить в нужде. Он зарабатывал, продавая свои творения на улицах или выступая в маленьких театрах и кабаках. В периоды особенной бедности его поддерживали друзья. В 1880 году он отправился попытать счастья в Лондон, а семь лет спустя — в Нью-Йорк, однако вернулся ни с чем. Тем не менее, вскоре он нашёл прибыльное место, выступая со своими опусами в местном цирке. Макгонаголл вынужден был читать, в то время как публике разрешалось обкидывать его помидорами, яйцами, селёдкой, чёрствым хлебом и мукой. За каждый «спектакль» ему платили 15 шиллингов. Казалось, «поэта» устраивал такой порядок вещей, но вскоре его выступления не понравились властям, и их запретили.
В 1890 году, когда Макгонаголл оказался на грани полного разорения, его друзья пришли ему на выручку и издали его избранные произведения в виде сборника «Поэтические перлы» (англ. «Poetical Gems»). Какое-то время он жил на вырученные деньги, однако уже через три года устал от беспардонных приставаний и насмешек на улицах Данди и написал грозную поэму, в которой обещал покинуть город. В 1894 году он вместе с семьёй перебрался в Перт. Вскоре после этого он получил письмо, якобы от представителей короля Бирмы Тибо Мина, в котором сообщалось, что он произведён монархом в рыцари и наделён именем «Сэр Топаз, рыцарь Белого Слона Бирмы». Несмотря на то, что это был очевидный розыгрыш, Макгонаголл воспринял послание всерьёз и до конца своей жизни на всех афишах писал своё имя с прибавлением этого пышного титула.
В 1895 году семья снова переехала, на сей раз в Эдинбург. Здесь Макгонаголла встретили довольно радушно, он стал «культовой фигурой» и пользовался большим спросом. Однако это продолжалось недолго, и к 1900 году, старый и больной, он был покинут всеми своими поклонниками. Без успеха торгуя стихами на улицах, он держался на плаву только за счёт пожертвований своих друзей. В 1902 году он умер в полной нищете.
Одним из своих соперников в поэтическом мастерстве Макгонаголл считал Роберта Бёрнса. Он неоднократно подчёркивал равенство их талантов, а на одном из своих «спектаклей» на вопрос «Что вы думаете о Бёрнсе?» ответил: «У него тоже есть неплохие стихи», за что был в очередной раз осмеян публикой. В восторженном тоне выдержано его стихотворение «Статуя Бёрнса». Многие его опусы посвящены историческим лицам или событиям: например «Об одном приключении Иакова Пятого Шотландского» или «Казнь Джеймса Грема, Маркиза Монтроза».

## Посмертная слава

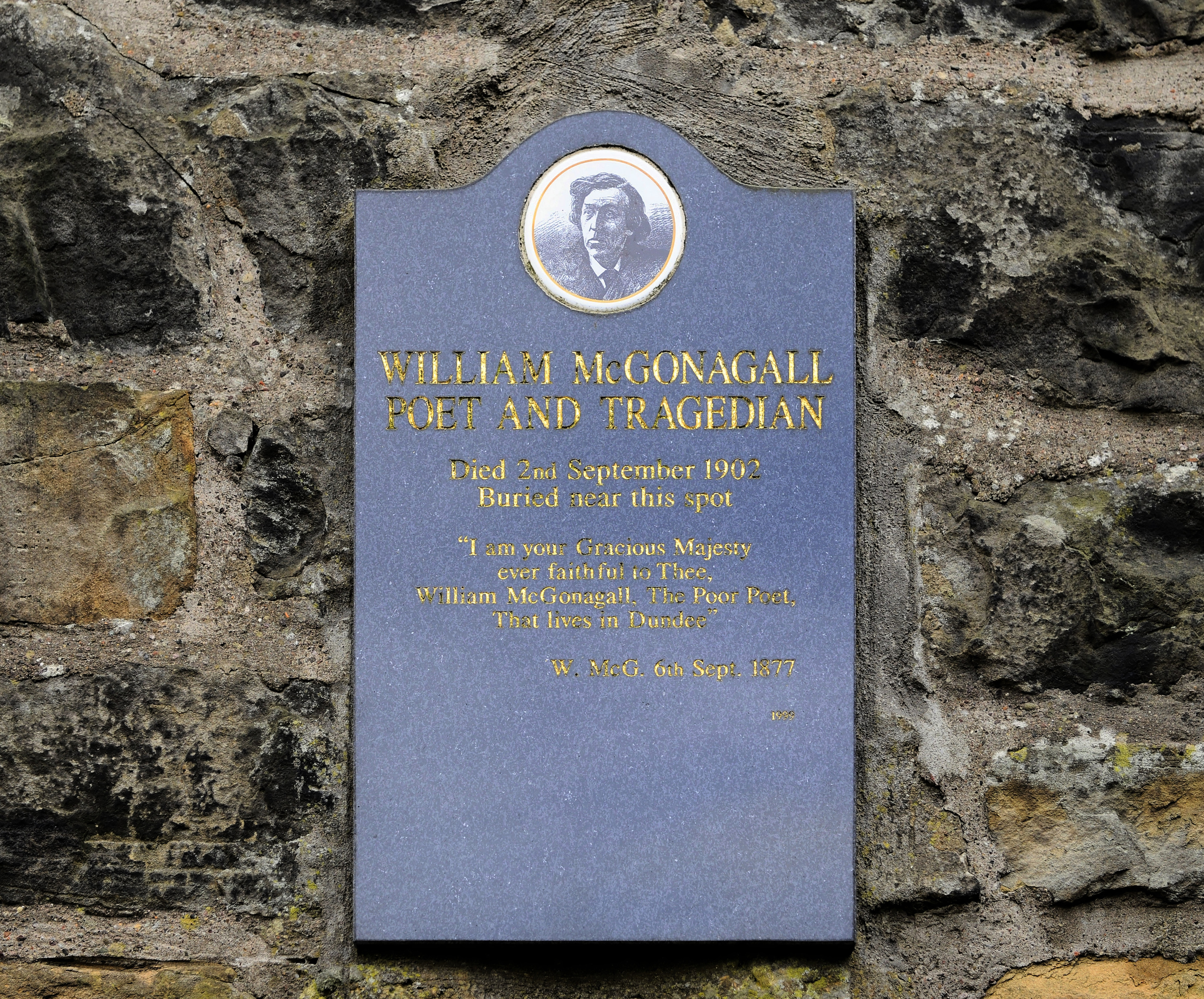
Мемориальная плита на кладбище, где был похоронен поэт.

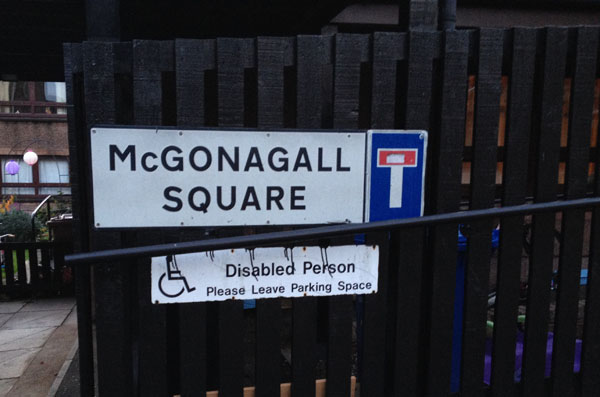
Площадь Макгонаголла в Данди

Творения Макгонаголла издавались его друзьями. Были опубликованы следующие сборники: «Поэтические перлы», «Много поэтических перлов», «Ещё больше поэтических перлов», «Всё ещё много поэтических перлов», «Ещё ещё больше поэтических перлов», «Дальнейшие поэтические перлы», «Ещё более дальнейшие поэтические перлы», «Последние поэтические перлы». Первый сборник вышел в 1890 году.
Макгонаголл удостоен многочисленных иронических титулов: «Худший поэт всех времён», «Оссиан неописуемой бессмыслицы», «Худший поэт мира» и т. д. В последнее время предпринимались попытки реабилитации поэта и представления его образа как непревзойдённого комика и сатирика.
Какое-то время его имя было забыто. Второе открытие Макгонаголла относится к 1960-м годам. Одним из первых ценителей его опусов в новейшее время был ирландский комик Спайк Миллиган. В 1950-е он включал произведения поэта в свою радиопрограмму «The Goon Show», а в 1974-м даже снял комедию, где сам сыграл поэта, а его коллега комик Питер Селлерс — английскую королеву. В 1958 году стихотворение «Знаменитый Тэйский кит» было положено на музыку и исполнено на фестивале Hoffnung Music. Макгонаголл по сей день часто становится персонажем комедийных телешоу и сатирических журналов, где его имя используется как нарицательное для образа бездарного поэта-правдоруба. Спустя 60 лет после его смерти, в 1962 и 1968 годах вышли два сборника его ранее неопубликованного, в 1980 году были изданы три книги его неизвестных стихотворений. Макгонаголл неоднократно переиздавался в XX веке, в 2010 году вышла его подробная биография. По результатам голосования, проведённого в 2009 году среди посетителей Центральной Библиотеки Данди, Макгонаголл даже был признан вторым по популярности шотландским поэтом после Роберта Бёрнса.
В Данди, где Макгонаголл прожил бо́льшую часть жизни, его память отмечается многочисленными мероприятиями. Так, 12 июня 2007 года учреждённое в городе «Общество признательности Макгонаголлу» (англ. «William Topaz McGonagall Appreciation Society») провело в его честь званый ужин на фрегате «Юникорн», где все блюда подавались в обратном порядке. Такие же благотворительные «Гала-Обеды» ежегодно проводит городской центр помощи неимущим. Одна из площадей Данди ныне носит его имя, а строки из его стихов украшают улицы города, главным образом тротуар на набережной реки Тэй. В этих памятных табличках и надписях намеренно допущены орфографические ошибки.
Макгонаголл пародировался в комедии 1974 года «Великий Макгонаголл», где заглавную роль исполнил Спайк Миллиган, а Питер Селлерс играл королеву Викторию, а также в скетче комик-труппы «Летающий цирк Монти Пайтона», в котором бездарный поэт Иван Мактигл в своих стихах клянчит деньги.

## Наследие
- В честь Макгонаголла получила своё имя одна из героинь серии романов о «Гарри Поттере»[16].
- 16 мая 2008 года коллекция из 35 листовок с произведениями Макгонаголла с автографами автора была продана на аукционе в Эдинбурге за 6 600 фунтов[17].